# يان ني
يان ني (بالصينية: 闫妮) هي ممثلة صينية، ولدت في 10 مارس 1971 بشيان في الصين.

## وصلات خارجية
- يان ني على موقع IMDb (الإنجليزية)
- يان ني على موقع قاعدة بيانات الأفلام العربية
- يان ني على موقع ألو سيني (الفرنسية)
- يان ني على موقع أول موفي (الإنجليزية)
- يان ني على موقع قاعدة بيانات الفيلم (الإنجليزية)
- يان ني على موقع كينوبويسك (الروسية)